# Bassetlaw
Bassetlaw – dystrykt w hrabstwie Nottinghamshire w Anglii. W 2011 roku dystrykt liczył 112 863 mieszkańców.

## Miasta
- Retford
- Worksop

## Inne miejscowości
Askham, Babworth, Barnby Moor, Beckingham, Bevercotes, Bilby, Bircotes, Blyth, Bole, Bothamsall, Carburton, Carlton in Lindrick, Church Laneham, Coates, Darlton, Dunham, East Drayton, East Markham, Eaton, Elkesley, Everton, Gamston, Gateford, Gringley-on-the-Hill, Harworth, Haughton, Hayton, Holbeck Woodhouse, Holbeck, Langold, Littleborough, Lound, Manton, Markham Moor, Mattersey, Milton, Misson, Misterton, Nether Langwith, Normanton on Trent, Ordsall, Ragnall, Rampton, Ranby, Ranskill, Rhodesia, Scrooby, Shireoaks, South Leverton, Sturton le Steeple, Sutton cum Lound, Tiln, Torworth, Treswell, Tuxford, Walkeringham, Wallingwells, West Stockwith.